# Maratus speciosus
Espèce
Synonymes
- Salticus speciosus O. Pickard-Cambridge, 1874

Maratus speciosus est une espèce d'araignées aranéomorphes de la famille des Salticidae.

## Distribution
Cette espèce est endémique d'Australie-Occidentale. Elle se rencontre sur la côte vers Perth.

## Description
Comme les autres araignées sauteuses Maratus speciosus possède huit yeux et a donc une très bonne vision à 360°. La femelle a des teintes plutôt discrètes, mais chez le mâle, l'abdomen est bordé de poils jaunes et blancs, avec le centre bleu vif et trois bandes transversales rouges (celle du milieu plus ou moins discontinue). Cette ornementation joue un rôle dans la parade nuptiale.  

## Publication originale
- O. Pickard-Cambridge, 1874 : On some new genera and species of Araneidea. Annals and Magazine of Natural History, sér. 4, vol. 14, p. 169-183 (texte intégral).